# Fritz Reuter
Fritz Reuter   (Dresden, 9 de setembre de 1896 - Dresden, 4 de juliol de 1963) va ser un musicòleg, pedagog musical, compositor i director d'orquestra alemany.
Reuter va ser un dels educadors musicals alemanys més importants del segle xx. El 1952 va ser nomenat primer professor d'educació musical en una universitat alemanya. També va ser director de l'institut de la Universitat Martí Luter de Halle-Wittenberg i de la Universitat Humboldt de Berlín. El 1955 va ser un dels iniciadors del primer Hallische Musiktage.

## Biografia
Origen i estudis musicals
Fritz Reuter provenia d'una família d'artesans saxons-Erzgebirge. Va néixer el 1896, fill del mestre d'obres i fuster Friedrich August Reuter (nascut el 1868) al suburbi obrer de Löbtau a Dresden. El seu pare va arribar a ser propietari d'un negoci de construcció. Johanna, mare de Reuters, de soltera Noack (nascuda el 1878), tenia arrels sòrabs i va ser la força impulsora de la seva educació musical. Va rebre classes de piano de Max Stransky i Richard Schmidt, tots dos professors al Conservatori de Dresden, així com classes de teoria de Paul Walde. Schmidt també el va introduir en la música barroca de Johann Sebastian Bach, que Reuter va estimar. El 1912 va aprovar un examen i més tard va ensenyar solfeig i piano a la "Escola de Música de Dresden" fundada per Walde el 1914. Reuter va entrar en contacte molt aviat amb la pedagogia musical del director de l'escola de música de Dresden Richard Kaden -el seu rector de l'esperit-, que es trobava en línia amb els plantejaments del filòsof Karl Christian Friedrich Krause.
Reuter va assistir inicialment a l'escola comunitària, i el 1916 va aprovar l'examen de graduació a l'"Annenrealgymnasium" a Dresden. Durant la Primera Guerra Mundial (1916/17) va ser format com a soldat d'infanteria (granader) a Dresden, però no va ser reclutat per al servei militar. No volia fer-se càrrec de l'empresa del seu pare, es va separar de casa dels seus pares i va començar a estudiar música. Ho va finançar a través de dues "beques Riemann", que va rebre a la millor obra musicològica anual, a més d'interrompre els seus estudis com a acompanyant al famós Circ Sarrasani de Dresden (1917) i com a director de teatre a Allenstein (Prússia Oriental). Al mateix temps, Reuter va estudiar a Leipzig al Conservatori Reial de Música i al seminari de musicologia "Collegium musicum". Entre els seus professors hi havia, entre d'altres: Otto Weinreich i Robert Teichmüller en piano, Stephan Krehl en composició i Bernhard Porst en direcció, així com Hugo Riemann, Hermann Abert i Arnold Schering en musicologia. També va estudiar alemany amb Albert Köster i Eduard Sievers, així com filosofia i educació amb Eduard Spranger, Theodor Litt, Johannes Volkelt i Hans Driesch.
El 1922 es va doctorar a la Universitat de Leipzig amb la seva tesi La història de l'òpera alemanya a Leipzig a finals del segle xvii i principis del segle XVIII (1693–1720). Els ponents del treball van ser Hermann Abert i Rudolf Kötzschke.

## Càrrecs docents a Leipzig
Reuter també va treballar inicialment a temps parcial com a crític musical al "Leipziger Musik- und Theatre-Zeitung", que va aparèixer el 1921. A causa del seu treball com a compositor, es va convertir en professor de teoria musical al Conservatori Reial i Estatal de Música de Leipzig el 1921. Allà, per recomanació de Riemann, va introduir el baix continu en la teoria. També es va dedicar a les bases psicològiques de l'entrenament de l'oïda. A més, des de 1922 va treballar a l'Institut de Música d'Església del Conservatori de Leipzig, on va ensenyar composició eclesiàstica i teoria musical així com la història de la música eclesiàstica. A més, el 1924/25 va ocupar una plaça de professor de pedagogia de la música escolar a la Universitat de Leipzig. A partir de 1932 també va ensenyar història de la música. Com a resultat d'un informe de Reuters a la dècada de 1920, el parlament de l'estat saxó va introduir l'assignatura "música" a les escoles primàries i secundàries. El 1925 també esdevingué membre del comitè d'examen per a l'examen estatal musical de la Universitat de Leipzig. A més del seu professorat universitari, Reuter va aprovar l'examen estatal per a les qualificacions d'ensenyament superior en les assignatures de música i alemany el 1931.
Sobretot a causa de la seva Suite per a orquestra del Daghestan (1927), que havia compost per a la República Autònoma de la Unió Soviètica del Daguestan, i la seva direcció de cors obrers de Leipzig ("Cors Michaels"), va perdre els seus càrrecs de professor després que els nacionalsocialistes van arribar al poder el 1933. També va mantenir contactes amb músics jueus (incloent Alfred Szendrei de l'Orquestra Simfònica de Leipzig, el certificat de direcció de la qual havia de publicar el 1956) i polítics socialdemòcrates. Es va prohibir la representació de les seves obres i la "Reichs-Rundfunk-Gesellschaft" va rescindir els contractes actuals amb Reuter. Szendrei, que va ser responsable de l'estrena del seu Concert per a violoncel (el 1929 juntament amb el virtuós del violoncel Fritz Schertel al "Mitteldeutscher Rundfunk") i la seva cantata Huttens letzte Tage (1930 juntament amb el baríton Karl Kamann) havia estat el responsable del "fort talent" del compositor en les seves notes autobiogràfiques el 1970. Reuter i Szendrei es van fer amics i van mantenir correspondència només interrompuda per la Segona Guerra Mundial.

## Servei escolar saxó
Per guanyar-se la vida i perquè volia reprendre la seva feina, es va acomodar als governants i es va unir al PNAT relativament aviat, a partir de l'1 de maig de 1933 (número de membre 2.429.811). El 1934 també es va convertir en membre de les organitzacions del partit Benestar Popular Nacionalsocialista i l'Associació Nacional Socialista de Mestres.
Després de treballar com a professor d'estudiant i assessor, el 1934 esdevingué professor de música i alemany a l'escola Rudolf Hildebrand de Leipzig-Connewitz. Allà va muntar una orquestra de vent per estudiants. L'any 1937 es va traslladar al Ministeri d'Educació Nacional saxó a Dresden i allà se li va donar "supervisió dels assumptes de música escolar" al Gau de Saxònia. El 1944 va ser ascendit a professor superior. Va ensenyar en una escola secundària a Dresden-Plauen fins al 1945.
L'historiador de la música Fred K. Prieberg (2009) va classificar les declaracions individuals en articles més antics sobre Reuter com a "falsificació de la història". Abans de 1933 -a part de les seves tasques docents- no va ocupar cap "càrrec destacat" i després va fer carrera al servei escolar al Tercer Reich. D'altra banda, a la dècada de 1940, Reuter va declinar succeir a Günther Ramin (Thomaskantor) com a director artístic del "Leipzig Musisches Gymnasium", que va ser fundat pels nacionalsocialistes el 1941.

## Càtedres a Halle i Berlín
Després de la Segona Guerra Mundial el 1945, va ser destituit inicialment de la professió docent. Es va convertir en membre de la Federació Sindical Lliure d'Alemanya i va ser contractat per les forces d'ocupació soviètiques com a dramaturg i mestre de capella a la Volksoper de Dresden-Gittersee. El 1946 va ser desnazificat, així que va poder, entre altres coses, demostrar que havia donat suport a una dona jueva i que estava vigilat per la Gestapo. Segons el seu alumne Günther Noll (1997), va 
"mantenir contacte amb els seus amics jueus i els va ajudar a escapar, malgrat les amenaces existencials associades, i també els va amagar a casa".
 El 1949 va ser nomenat professor amb una posició docent pel govern estatal de Saxònia-Anhalt a petició de la facultat d'educació de la Universitat Martin Luther de Halle-Wittenberg. A diferència d'altres antics membres del PNAT de la facultat, no es va convertir en membre d'un partit de bloc a la RDA. A partir de 1950, Reuter també va ensenyar teoria musical i composició a la Universitat Martin Luther de Halle-Wittenberg. El 1952 va ser nomenat professor amb una càtedra a la Universitat de Halle. També va ser el director fundador de l'Institut d'Educació Musical allà des de 1949 fins a 1955. A Halle, Reuter va establir un curs d'especialització anual per als professors de música que havien servit a la guerra, perquè poguessin obtenir les seves qualificacions d'especialistes.
Des de 1955 fins a la seva partida crítica soviètica el 1962 va dirigir l'Institut d'Educació Musical de la Facultat de Pedagògia de la Universitat Humboldt de Berlín. Allà va fer campanya per la construcció d'una nova sala de concerts. El successor de Reuter a Berlín va ser el seu alumne Werner Busch.
Des de 1951 fins que va ser substituït per Walther Siegmund-Schultze el 1955, Reuter va ser el primer president de l'associació del districte de Halle-Magdeburg de l'Associació de Compositors i Musicòlegs Alemanys. Al costat de Walter Draeger, Gerhard Wohlgemuth i altres, com a membre de la junta del grup de treball de Halle, va ser un dels iniciadors del "1r Hallische Musiktage" celebrat el 1955. També va ser ell qui va "concretar la idea prèviament plantejada d'aquests dies de música" l'octubre de 1954.
A la RDA, Reuter va treballar temporalment com a cap de departament i president del Consell Assessor Científic per a l'Educació Musical de la Secretaria d'Estat d'Educació Superior i Ensenyament Tècnic, així com membre del Consell Científic del Ministeri d'Educació Pública de la RDA. En definitiva, és gràcies a ell que l'educació musical es va convertir en una disciplina universitària.

## Família i llegat

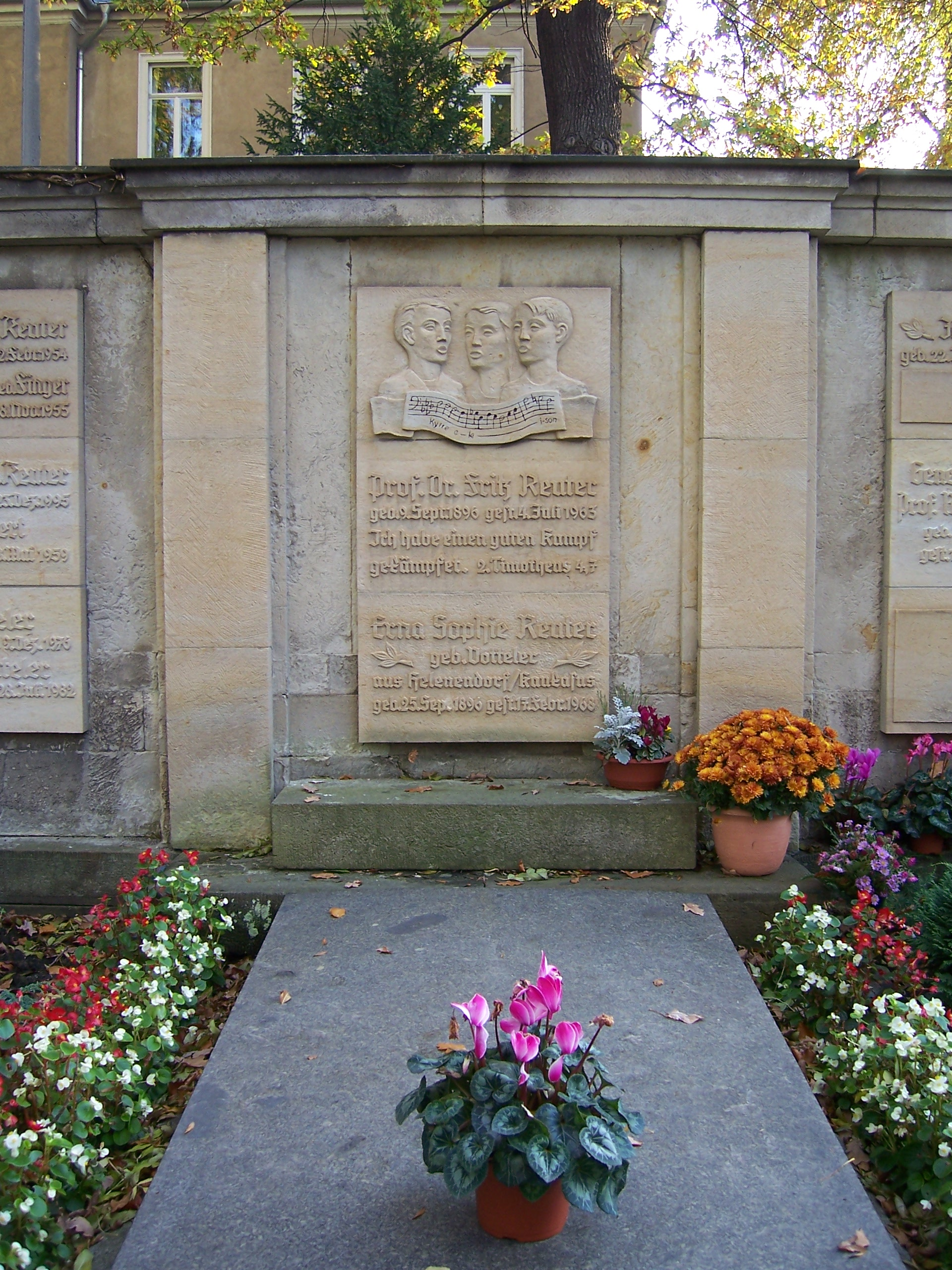
Tomba de Fritz i Erna Sophie Reuter al cementiri d'Inner Plauen a Dresden (2008)

Fritz Reuter era membre de la comunitat evangèlica luterana i era considerat "profundament religiós". Havia estat casat amb la cantant Erna Sophie, de soltera Votteler (1896–1968) des de 1924 i va tenir quatre fills; el seu fill Rolf Reuter (1926–2007) es va convertir en director d'orquestra. Fritz Reuter va morir a Dresden el 1963, un any després de la seva jubilació, i va ser enterrat al cementiri protestant d'Inner Plauen a Dresden-Plauen.
El seu llegat (uns nou metres de prestatgeries) amb autògrafs, cartes, etc. es troba al departament de música de la Biblioteca Estatal de Berlín - Patrimoni Cultural Prussià. En el 25è aniversari de la mort de Reuters (1988), s'hi va inaugurar una petita exposició dedicada a ell.
Altres documents s'inclouen: a la Biblioteca Estatal Saxona - Biblioteca Estatal i Universitària de Dresden, la Biblioteca Estatal Günther Uecker de Mecklenburg-Pomerània Occidental a Schwerin, la biblioteca universitària de la Universitat de Música i Teatre “Felix Mendelssohn Bartholdy” de Leipzig, la Monacensia de la Biblioteca Municipal de Munic i la Biblioteca de la ciutat de Trier així com la col·lecció Steven Swanson de Frisco, Texas. Un intercanvi de cartes amb el seu col·lega de Berlín Occidental Hermann Grabner (antic director musical de la Universitat de Leipzig) des de 1951/52 es va publicar a la revista científica de la Universitat Humboldt de Berlín.

## Treball
A la dècada de 1920, Reuter va ser polititzat pel moviment juvenil, tot i que era més un moviment "d'esquerres". Durant el nacionalsocialisme i posteriorment el socialisme, es va adaptar com a compositor i científic. Segons Ludwig Holtmeier (2005), "va servir els gèneres políticament correctes", experimentant amb diverses cantates ja a finals dels anys vint. La seva àmplia obra compositiva (Heinz Wegener va preparar un catàleg d'obres per al memorial de Fritz Reuter el 1966) suma unes 300 obres, algunes de les quals van ser destruïdes durant la guerra. Va compondre música vocal (incloent-hi un oratori profà, set cantates, una missa, cançons en solitari), escènica (incloent quatre òperes, dos melodrames) i obres de música instrumental (incloent-hi tres simfonies, un concert per a violoncel, violí i orgue, diverses orquestrals, suites, piano i música d'orgue). El camí compositiu de Reuter va estar marcat "des del començament de l'expressionisme romàntic tardà fins a la concisió melòdica i compositiva basada en el lideratge de la veu polifònica", com va afirmar Dieter Härtwig (2005). Segons Gilbert Stöck (2008), a la RDA Reuter "de vegades va mantenir una distància crítica d'alguns dogmes del realisme socialista" i va seguir un estil neoromàntic. Noll va testimoniar que el compositor definitivament tenia una inclinació per l'"estilística progressiva". Així va ser, entre d'altres, en els concerts de la "Secció de Música Nova" de la filial de Dresden del Kulturbund (1949) i el "Hallische Musiktage" (1955). Va tenir el seu primer gran èxit amb la cantata Der Struwwelpeter (1930).
A partir d'un text d'Ernst Wiechert, va crear l'oratori Das Spiel vom deutschen Bettelmann cap al 1934. Prieberg va parlar de les composicions problemàtiques de Reuter durant l'època nacionalsocialista, com la Sudetendeutsche Suite (1939), publicada per l'Associació Reich per a la Música Folk, el títol de la qual celebrava la cessió dels Sudets. A més, obres individuals com Der Mütter Kreis (1935) es van presentar en esdeveniments culturals rellevants, com l'Associació de Dones Nazis i la Comunitat Cultural Nazi. El 1937 va ser presentat al costat d'altres compositors saxons a la "Gaukulturwoche" Saxònia a Bautzen sota el president de la Cambra de Cultura del Reich, Peter Raabe. Entre 1945 i 1949 es van crear diverses obres escèniques, entre les quals destaquen: els nous arranjaments de l'intermezzo de Pergolesi La serva padrona (1947) de 1733 i el ballet Henrikje (1947) d'Inka Unverzagt. El 1948, l'òpera còmica Ein Funken Liebe (composta al voltant de 1940) es va estrenar a la Volksoper de Dresden. La seva recepció a Weimar (1948/49) del Singspiel Scherz, List und Rache de Goethe es considera molt desenvolupada. La música de Reuter també va ser interpretada a la RDA per l'orquestra de la seva ciutat natal, la Filharmònica de Dresden.
Reuter era un conegut teòric de la música. Després dels esforços de Salomon Jadassohn a finals del segle XIX, la seva metodologia per a l'ensenyament de la teoria musical, publicada el 1929, va ser innovadora. Ja el 1926 va cridar l'atenció sobre l'alienació entre la teoria de la composició i la teoria de la música. A partir d'això va concloure que la teoria musical havia de ser més científica i pedagògica. Com el seu amic i col·lega Siegfried Karg-Elert, representava una harmonia polarista i funcional. El llibre de text de Reuter Praktische Harmonik des 20. Jahrhunderts (1952) es basava directament en la seva teoria polarista del so i la tonalitat. Magret Hager (2005) va descriure l'obra de Reuter com un manifest del polarisme. Els seus esforços a la RDA van donar lloc a un discurs científic a la revista Música i Societat, en la qual també van participar Siegfried Bimberg, Christoph Hohlfeld i Johannes Piersig. La disputa va donar lloc a un conflicte amb Georg Knepler de la Universitat Alemanya de Música de Berlín, que veia Reuter com una contradicció amb el materialisme dialèctic. En última instància, la teoria funcional monista d'Hermann Grabner, que es va originar amb Riemann, es va imposar per raons objectives.
Holtmeier el va descriure com un dels "pares fundadors" de l'educació musical a Alemanya. Després de Walter Clemens i Werner Busch, es va "guanyar una reputació internacional" en aquest camp. Ja a la República de Weimar va donar els primers impulsos educatius musicals, especialment al costat de Walter Kühn i Georg Schünemann. Reuter va fer una contribució primerenca a la fonamentació científica de l'educació musical. Reuters va publicar, entre altres coses, sobre la teoria de l'harmonia i el 1926 va presentar un treball elemental sobre la formació del professorat de música (educació musical bàsica). El 1929 el seu nom va aparèixer al lèxic musical d'Hugo Riemann. Com Richard Wicke, llavors va aconseguir una posició destacada en l'educació musical a la RDA. Wilfried Gruhn (1993) el va anomenar el "Néstor de l'educació musical de la RDA".
Una dissertació de la RDA de 1973 el va veure com un "pioner de l'educació musical a l'escola socialista". A la dècada de 1950, va demanar la inclusió de mètodes d'investigació empírica en la disciplina. Ja a la dècada de 1930 va desenvolupar una aversió a la modernitat musical, especialment a la nova música. Reuter va veure l'ús tradicional de la tonalitat i la consonància com el referent per a l'educació musical. Igual que Theodor Adorno, també va rebutjar la música lleugera i el jazz. Reuter va argumentar amb la teoria de l'ethos de Plató. Segons Gerd Rienäcker (2010), pertanyia, juntament amb Hans-Georg Görner, Georg Trexler i Wilhelm Weismann, a un cercle
"que va desacreditar la creació musical contemporània a la RDA a través del conservadorisme de diverses franges".

## Alumnes
Durant la seva etapa com a professor universitari va dirigir 19 dissertacions (Siegfried Bimberg, Hella Brock, Werner Busch, Walter Clemens, Werner Felix, Johannes Hanspach, Lothar Höchel, Hans John, Magdalene Kemlein, Karl Kleinig, Rudolf Lüdecke, Rolf Lukowsky, Paul Michel, Günther Müller, Günther Noll, Günter Olias, Johannes Georg Pahn, Otto Preu i Kurt Wichmann) i quatre tesis d'habilitació (Siegfried Bimberg, Hella Brock, Werner Busch i Rolf Lukowsky).
Entre els seus estudiants, inclosos directors i compositors, hi havia el seu fill Rolf Reuter, Heinz Roy i Manfred Schubert a Berlín, Günter Bust, Günter Fleischhauer, Horst Irrgang, Erhard Ragwitz, Gerhard Wohlgemuth i Carlferdinand Zech a Halle i Benno Ammann, Herbert Collum, Musja Gottlieb, Hans Heintze, Franz Konwitschny, Lars-Erik Larsson, Werner Neumann, Assen Najdenow, Otto Riemer, Peter Schacht i Georg Trexler a Leipzig.

## Honors
- El 1955, Reuter va rebre el Premi de Música de la Ciutat de Halle pel seu Concert per a violí i orquestra (1953).[85] El musicòleg de Colònia Paul Mies (1965) va trobar en una anàlisi de l'obra: "L'obra mostra l'art de Reuter amb la llum més bella; és magistral."[86]

- A la Universitat Humboldt de Berlín, el "Fritz Reuter Hall" de Dorotheenstrasse 24 va rebre el seu nom. També s'hi va instal·lar un orgue Schuke el 1958.[87] Se li va dedicar pòstumament un concert commemoratiu a la sala de concerts amb motiu del seu 100è aniversari.[88]

- Amb motiu del seu 65è aniversari (1961), el seu alumne Siegfried Bimberg li va obsequiar una publicació commemorativa. El rector Kurt Schröder, el degà de la Facultat d'Educació Kurt Haspas i el viceministre de Cultura Hans Pischner van participar en les celebracions a la nova sala de música de la Universitat Humboldt de Berlín. Reuter també va rebre l'Ordre del Mèrit de la Pàtria en plata del Consell d'Estat de la República Democràtica Alemanya, pels seus èxits culturals i polítics.[89]

## Publicacions (selecció)
Publicacions
- Klavierübung. 2 parts en un llibret, Alemany central Verlag, Halle 1951.
- Alte Programm-Musik für Klavier. Alemany central Verlag, Halle 1951.
- Dirigierkunde (d'Alfred Szendrei). 3a edició revisada. VEB Breitkopf & Härtel, Leipzig 1956.

Llibres
- Das musikalische Hören auf psychologischer Grundlage. C. F. Kahnt, Leipzig 1925; 2. Auflage 1942.
- Musikpädagogik in Grundzügen. Quelle & Meyer, Leipzig 1926.
- Zur Methodik der Gehörübungen und des Musikdiktats. C. F. Kahnt, Leipzig 1927.
- Praktische Gehörbildung auf Grundlage der Tonika-Do-Lehre. C. F. Kahnt, Leipzig 1928.
- Harmonieaufgaben nach dem System Sigfrid Karg-Elerts. C. F. Kahnt, Leipzig 1928.
- Die Beantwortung des Fugenthemas. Dargestellt an den Themen von Bachs Wohltemperiertem Klavier. C. F. Kahnt, Leipzig 1929.
- Methodik des musiktheoretischen Unterrichts auf neuzeitlichen Grundlagen. E. Klett, Stuttgart 1929; Alemany central Verlag, Halle 1950; 2. Auflage 1950.
- Der Kuckuck und der Esel. Kinderlieder – Bilderbuch – Klavierschule. Dibuixos de Erich Weber-Links, compilador: Kurt Herzog. Junne, Main u. a. 1947.
- Praktisches Partitur-Spielen. Alemany central Verlag, Halle/Saale 1951; 2. Auflage. VEB Hofmeister, Leipzig 1954.
- Praktisches Generalbass-Spielen. Alemany central Verlag, Halle/Saale 1951; 2. Auflage. VEB Hofmeister, Leipzig 1955.
- Praktische Harmonik des 20. Jahrhunderts. Konsonanz- und Dissonanzlehre nach dem System von Sigfrid Karg-Elert mit Aufgaben. Alemany central Verlag, Halle 1951.
- Grundlagen der Musikerziehung. VEB Breitkopf & Härtel, Leipzig 1962; Traducció al búlgar 1968.

## Discografia
- Sonate für Violine und Klavier (Lausitzer Sonate) / Phantastische Suite für Flöte und Klavier op. 6 / Der Hase und Der Igel (Eterna/Nova, 1965) amb Rolf Reuter, Barbara Reuter-Rau, Heinz Fügner, Ursula Wendler-Reuter i la Gewandhausorchester Leipzig - enregistraments de 1963 i 1964.

## Assajos i estudis individuals
- Günther Eisenhardt: Fritz Reuters Engagement für die Harmonologik Karg-Elerts.. A: Thomas Schinköth (ed.): Sigfrid Karg-Elert und seine Leipziger Schüler. Die Referate des Kolloquiums der Karg-Elert-Gesellschaft in Leipzig vom 1. bis 3. November 1996.. Von Bockel, Hamburg 1999, ISBN 3-928770-85-3, pàg. 187-199 (= comunicacions de la Karg-Elert Society 1997/98).
- Jonathan Gammert: Polarismus als Politikum. Die Musiktheorie Fritz Reuters und Sigfrid Karg-Elerts als Gegenstand einer ideologischen Kritik. A: Teoria de la música, 29 (2014) 1, S. 51–64.
- William Geissler: Fritz Reuter. Seine Entwicklung vom bürgerlichen Kapellmeister, Komponisten und Musikwissenschaftler zum Wegbereiter für eine sozialistische Schulmusikpädagogik. Tesi A, Universitat de Halle 1973.
- Magret Hager: Fritz Reuters Praktische Harmonik des 20. Jahrhunderts. Ein Beitrag zur Geschichte der Musiktheorie. A: Ariane Jessulat, Andreas Ickstadt, Martin Ullrich (Hrsg.): Zwischen Komposition und Hermeneutik. Festschrift für Hartmut Fladt.. Königshausen i Neumann, Würzburg 2005, ISBN 3-8260-3211-X, S. 129–137.
- Wolfgang Martin: Studien zur Musikpädagogik der Weimarer Republik. Ansätze einer Theorie des Musiklernens bei W. Kühn, F. Reuter, G. Schünemann und R. Wicke (= Musikpädagogik, Musikpädagogik, Volum 19). Schott, Mainz u. a. 1982, ISBN 3-7957-1718-3.
- Günther Noll: Fritz Reuter (1896–1963). Eine Hommage anläßlich seines 100. Geburtstages. In: Rudolf-Dieter Kraemer (Hrsg.): Musikpädagogische Biographieforschung. Fachgeschichte – Zeitgeschichte – Lebensgeschichte (= Musikpädagogische Forschung. Volum 18). Editorial Die Blaue Eule, Essen 1997, ISBN 3-89206-828-3, pàgs. 14–35.
- Heinz Wegener (Red. Bearb.): Gedenkschrift Fritz Reuter. In: Wissenschaftliche Zeitschrift der Humboldt-Universität zu Berlin. Gesellschafts- und sprachwissenschaftliche Reihe. 3, 15 (1966), pàgs. 307–457 (amb contribucions de Theodor Hoelty-Nickel, Siegfried Borris, Heinrich Besseler, Walther Siegmund-Schultze, Alfred Szendrei, Herbert Schulze i altres).